# Exyston montanus
Exyston montanus là một loài tò vò trong họ Ichneumonidae.